# Одесса (город, Миннесота)
Одесса (англ. Odessa) — город в округе Биг-Стон, штат Миннесота, США. На площади 2 км² (2 км² — суша, водоёмов нет), согласно переписи 2002 года, проживают 113 человек. Плотность населения составляет 57,7 чел./км².
- Телефонный код города — 320
- Почтовый индекс — 56276
- FIPS-код города — 27-48058[1]
- GNIS-идентификатор — 0648897[2]